# Herbert Richter (cyclisme)
Herbert Richter (né le 26 avril 1947 à Chemnitz) est un coureur cycliste allemand. Spécialisé en poursuite par équipes, il a été médaillé d'argent de cette discipline avec l'équipe de République démocratique allemande aux Jeux olympiques de 1972 et aux championnats du monde de 1970 et 1971.

## Palmarès

### Jeux olympiques
- Munich 1972
  -  Médaillé d'argent de la poursuite par équipes

### Championnats du monde
- Leicester 1970
  -  Médaillé d'argent de la poursuite par équipes
- Varèse 1971
  -  Médaillé d'argent de la poursuite par équipes

### Championnats nationaux
- Champion de République démocratique allemande de poursuite par équipes en 1973